# Senkrechtstart und -landung

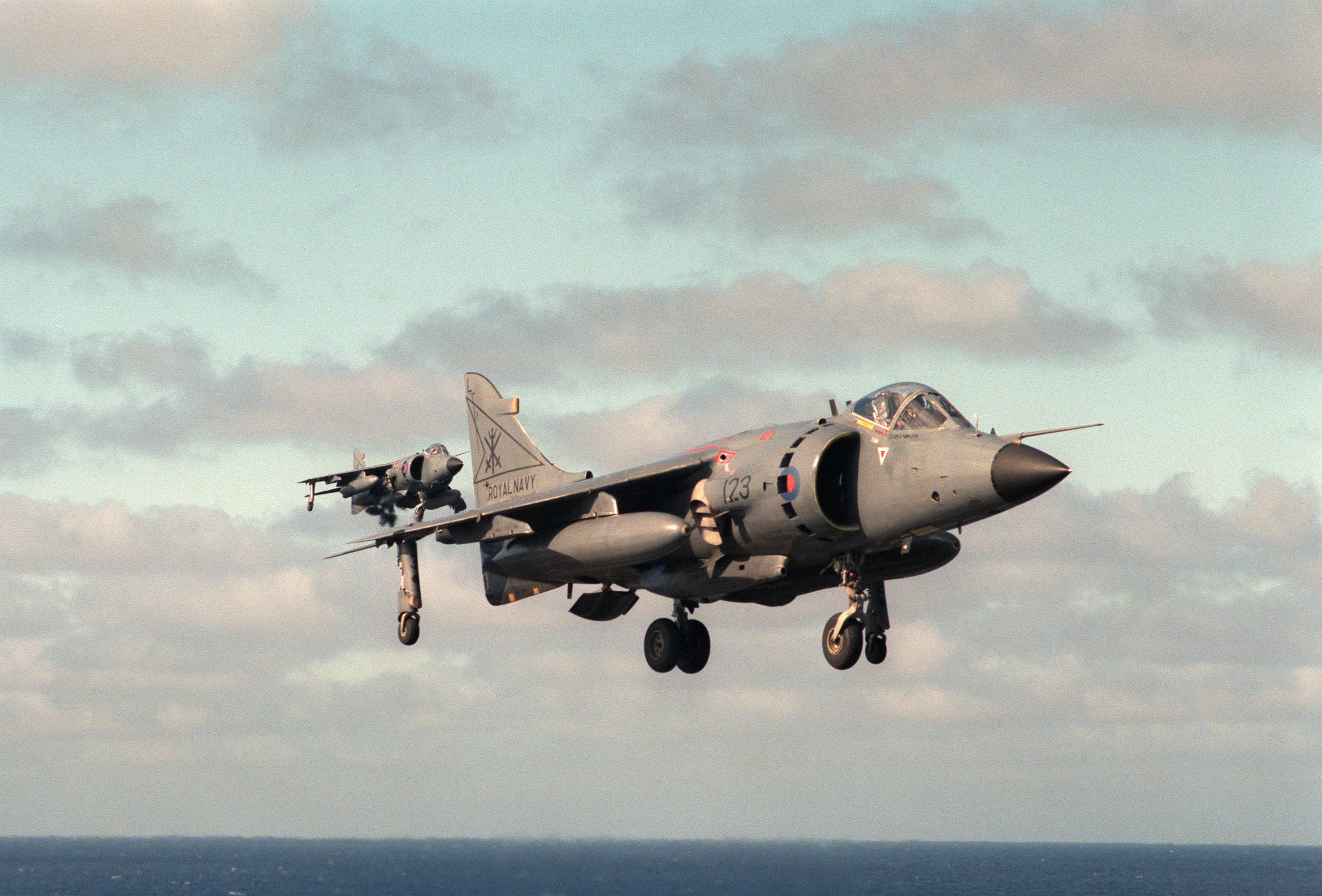
FRS.Mk 1 Sea Harrier der Royal Navy

Senkrechtstart und -landung bezeichnet die Fähigkeit eines Flugzeugs, einer Drohne oder auch einer Rakete, senkrecht und ohne Start- und Landebahn zu starten und zu landen. Ebenso gebräuchlich ist das englische Akronym VTOL, was für „Vertical Take-Off and Landing“ steht.
Auch Hubschrauber und Flugschrauber sind streng genommen VTOL-Fahrzeuge, in der Regel wird aber der Begriff auf Starrflügelflugzeuge (Luftfahrzeuge mit Tragflächen) bezogen. Das gilt auch dann, wenn die Drehflügler mit Stummelflügeln konstruiert wurden.
Bei einer Erhöhung des Startgewichts kann der vertikale Start auch mit einem kurzen „Anlauf“ durchgeführt werden, während die Landung stets senkrecht erfolgt. Hierzu besitzen britische Flugzeugträger, wie z. B. die Invincible-Klasse, Ski Jumps genannte Sprungschanzen.

## Geschichte

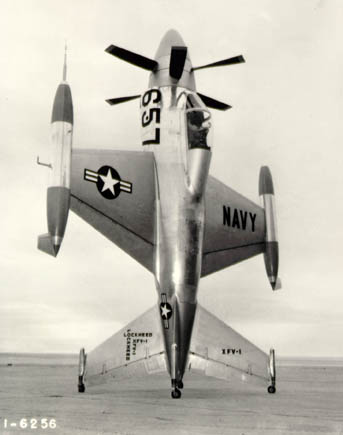
Lockheed XFV-1 von 1953

Das erste zuverlässig fliegende und senkrecht startende Luftfahrzeug dürfte das Oehmichen No.2 von Étienne Œhmichen, ein Quadrocopter aus dem Jahre 1922 gewesen sein. Die Entwicklung von senkrecht startenden bemannten Starrflügelflugzeugen begann gegen Ende des Zweiten Weltkriegs in Deutschland mit der Bachem Natter, einem sogenannten Heckstarter. Zu einem Entwicklungsschub des VTOL-Konzepts kam es jedoch erst in den 1950er und den frühen 1960er Jahren wegen der erhöhten Bedrohung von Flugplätzen im Falle eines Krieges, vor allem durch die neuen Raketen- und Kernwaffen.
Eine Lösung versprachen VTOL-Kampfflugzeuge, die auch außerhalb von Flugplätzen von befestigten Flächen aus starten und leicht verlegt werden konnten. Es wurden zahlreiche Prototypen entwickelt und erprobt, in Deutschland auch von Focke-Wulf, Heinkel, Dornier und Messerschmitt bzw. EWR, wovon die Do 31 (Erstflug am 10. Februar 1967), die EWR VJ 101 (Erstflug 1963) und die VFW-Fokker VAK 191 B (1970) den Entwicklungsstand erreichten. In Frankreich experimentierte man 1962 mit der Dassault Mirage Balzac V. Es wurde jedoch überall sehr schnell festgestellt, dass die Kosten für solche Flugzeuge und der logistische Aufwand zur Verlegung der benötigten Unterstützungseinrichtungen, wie z. B. der Treibstoffversorgung, zu hoch waren.
Im militärischen Bereich ist der Hawker Siddeley Harrier (zusammen mit der amerikanischen Lockheed Martin F-35B) das derzeit einzige praktisch eingesetzte senkrechtstartende Düsenflugzeug. Der Erstflug war 1966, und das Modell steht bis heute im Dienst. Der Harrier wird auf Flugzeugträgern eingesetzt, wo die Fähigkeit, senkrecht zu landen, wegen des knappen Platzes zum Tragen kommt. Weiterhin erlaubt der Harrier einige Flugmanöver, die in einer Kampfsituation von großem Vorteil sind. Ein mit dem Harrier vergleichbares sowjetisches Modell war die Jak-38, das Mitte der 1990er-Jahre außer Dienst gestellt wurde. Der Nachfolger Jak-141 wurde nicht eingeführt.
Seit 2005 wird die Bell-Boeing V-22 bei der United States Air Force eingeführt. Für 2008 war mit der F-35B die Indienststellung eines weiteren senkrechtstartenden Flugzeugs geplant. Nach Entwicklungsverzögerungen und deutlichen Kostenüberschreitungen ging sie 2011 in Serienproduktion.
Die Bedeutung von Senkrechtstartern im militärischen Bereich wurde nach der Euphorie der Anfangsjahre im Kontext des strategischen Übergangs von der Massive Retaliation zur Flexible Response ab den 1960er-Jahren geringer eingeschätzt, was neben technischen Problemen als das Hauptargument für die Einstellung der meisten Programme gilt.
Während senkrechtstartende Kampfflugzeuge eine Randerscheinung blieben, hat sich im Bereich des Transports über kurze Distanz und der Luftnahunterstützung das VTOL-Konzept durchgesetzt. Da die dazu verwendeten Hubschrauber in ihren Flugleistungen klar hinter Starrflügelflugzeugen zurückbleiben, richteten Militärs und Entwickler ihr Augenmerk auf Flugschrauber und Wandelflugzeuge. Das erste und bis heute (Stand: 2015) einzige im Einsatz befindliche Modell ist dabei die V-22 Osprey.
Auch im zivilen Bereich gab es eine Vielzahl von VTOL- oder V/STOL-Ansätzen (Vertical/Short Take-Off and Landing), in Deutschland z. B. die Entwürfe der Do 231 “V-Jet”, MBB Bo 140, HFB 600 “Vertibus”, VFW VC 180, VC 400 und VC 500. Mitte der 60er Jahre, spätestens mit der Ölkrise 1973 wurden die meisten zivilen VTOL-Projekte jedoch eingestellt. Die Entwicklung des Fly-by-Wire-Systems gilt als eine der Folgen dieser Entwicklungen; sie prägt den modernen Flugzeugbau.

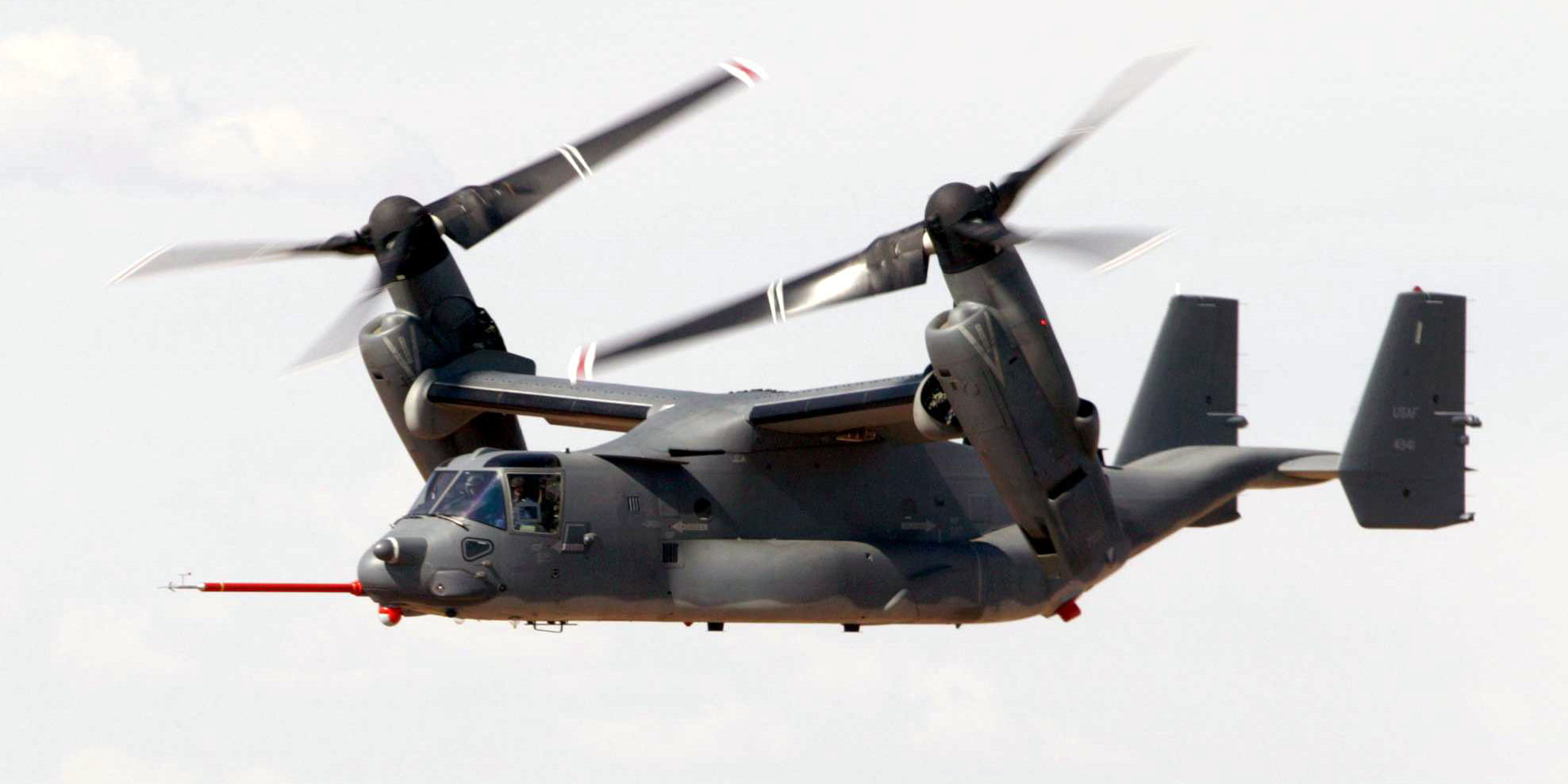
V-22 Osprey

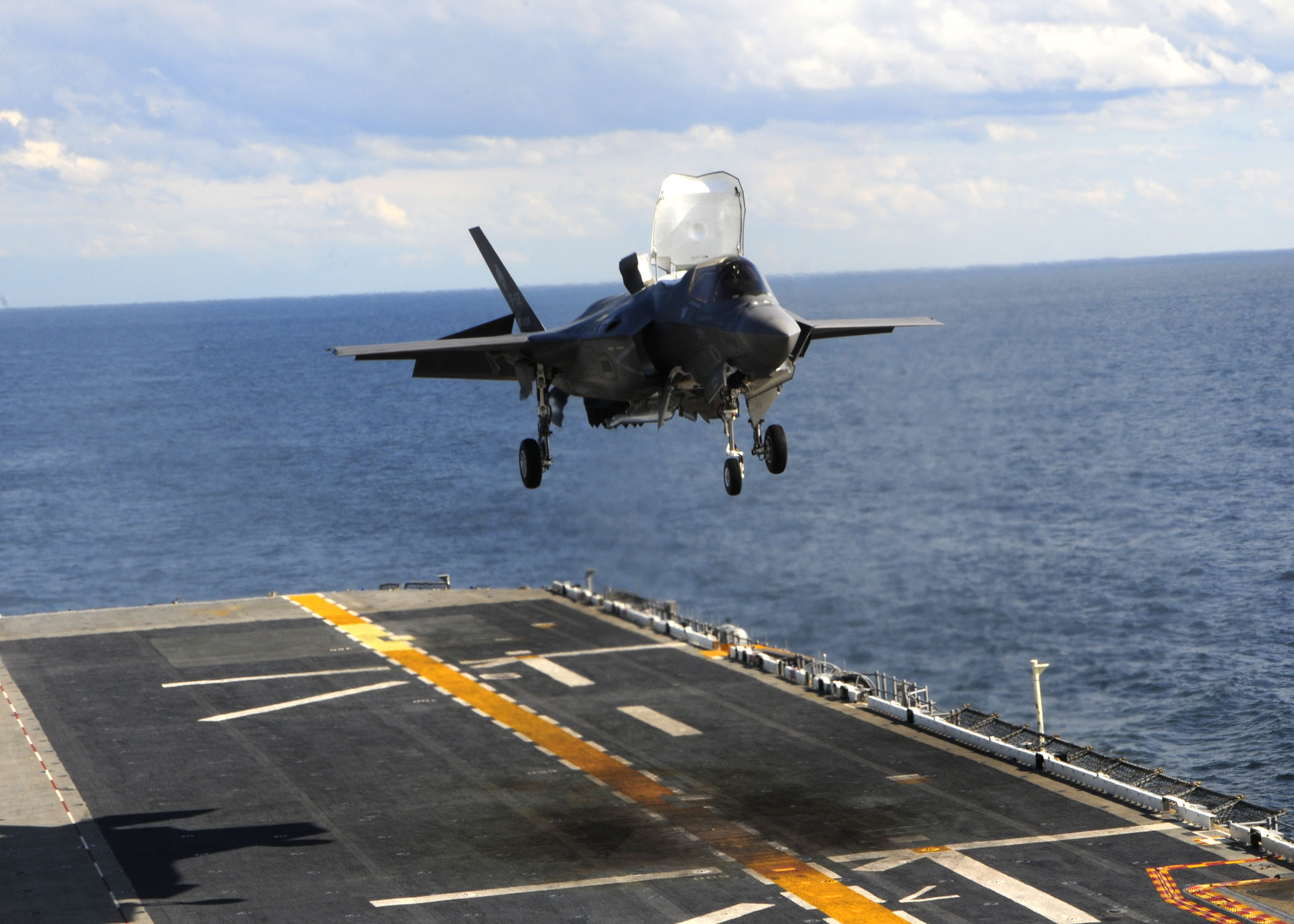
Eine X-35 JSF bei ihrer ersten vertikalen Landung auf dem Flugdeck der Wasp am 3. Oktober 2011

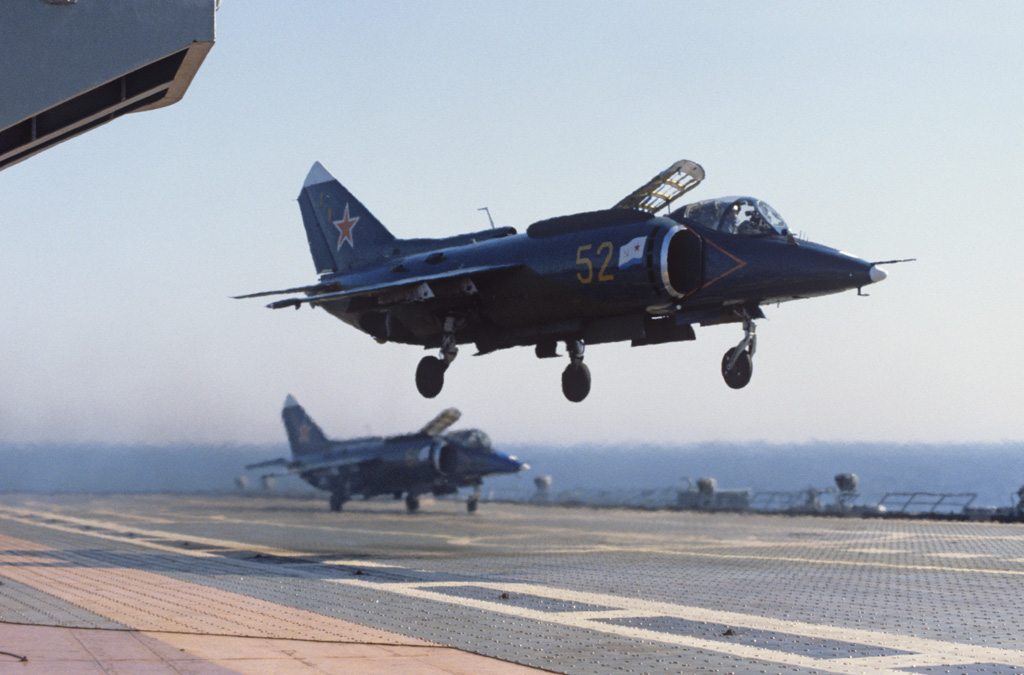
Eine Jak-38 landet auf dem schweren Flugdeckkreuzer Noworossijsk der sowjetischen Pazifikflotte (1984)

Derzeit sind oder waren weltweit in Planung oder im Dienst:
- Bell-Boeing V-22
- AgustaWestland AW609
- Hawker Siddeley Harrier und McDonnell Douglas AV-8
- Jakowlew Jak-38
- Boeing X-32 (Prototyp)
- Lilium Jet (Prototyp)

## Technik
Es werden zwei Antriebsarten unterschieden, mit jeweils einer Anzahl von Umsetzungsvarianten:
Kombinierte Hub-/Schubantriebe
- Kipprotor(-propeller) (englisch Tilt Rotor) z. B. Bell XV-3, Bell-Boeing V-22, Bell V-280
- Kippmanteltriebwerke (englisch Tilt Duct) z. B. Bell X-22
- Strahltriebwerk mit Schwenkdüsen (englisch Tilt Jet) z. B. EWR VJ 101
- Kippflügel (englisch Tilt Wing) z. B. Hiller X-18
- Heckstarter (englisch Tail Sitter) z. B. Lockheed XFV-1
- Luftschraubenstrahlumlenkung (englisch Deflected Slipstream) z. B. Ryan VZ-3 Vertiplane
- Schubumlenkung (englisch Vectored Thrust) z. B. Bell X-14, Hawker Siddeley Harrier
- Schubvektorsteuerung (englisch Vectored Thrust) z. B. F-35
- Zusatzauftrieb via gekoppeltem Rotor im Tragflügel (englisch Fan) z. B. Ryan XV-5A/B Vertifan
- Zusatzauftrieb via Impeller oder Düse im Rumpf z. B. X-35B

Getrennte Hub- und Schubantriebe
- Strahltriebwerke (englisch Lift and Cruise) z. B. Dassault Mirage III V
- Kombination (englisch Lift and Lift/Cruise) z. B. Dornier Do 31, VFW-Fokker VAK 191 B
- Flugschrauber z. B. Kamow Ka-22, Boeing X-50

## VTOL-ähnliche Varianten
Luftfahrzeuge, die nicht oder nicht immer senkrecht starten und landen können, aber durch besondere Konstruktionsweisen kurze Start- und Landebahnen erreichen, werden durch ähnliche Akronyme klassifiziert:

### STOL
STOL (Short Take-Off and Landing) bezeichnet die Fähigkeit eines Flugzeugs, auf besonders kurzen Strecken zu starten und zu landen.

### STOVL
STOVL (Short Take-Off and Vertical Landing) bezeichnet die Fähigkeit, auf kurzen Strecken zu starten, aber senkrecht zu landen. Diese Variante wird u. a. im militärischen Bereich eingesetzt und hat den Vorteil, beim Start mehr Waffen und Treibstoff mitführen zu können. Nach deren Benutzung sinkt das Gewicht, und die senkrechte Landung wird somit ermöglicht.

### VSTOL
VSTOL oder V/STOL (Vertical/Short Take-Off and Landing) ist ein Oberbegriff, welcher die Begriffe VTOL und STOL zusammenfasst.

### VTHL
VTHL (Vertical Take-Off, Horizontal Landing) bezeichnet den vertikalen Start und die horizontale Landung – wie z. B. bei dem unbemannten Raumgleiter Boeing X-37.